# Фун'я но Ватамаро
Фун'я но Ватамаро (765 — 8 червня 823) — середньовічний японський державний та військовий діяч періоду Хейан. Завершив підкорення народів емісі на Хонсю. Останній сьогун IX століття.

## Життєпис
Походив з роду Фун'я, нащадків імператора Темму. Старший син Міморо но Оохара, кокусі провінції Бідзен. Народився у 765 році. Про молоді роки нічого невідомо. Ймовірно розпочав службу в одній з імператорських гвардій. Перша письмова згадка відноситься до 792 року.
У 794 році був учасником військового походу сейї-тайсьоґуна Отомо но Отомаро проти емісі (ендзо). 795 року Ватамаро надано молодшу ступінь п'ятого рангу. Того ж року призначається заступником очільника Бюро імператорських службовців (отонері-рьо). 796 року просувається в ранзі в палацової гвардії коноефу. З 797 року бере участь у військових походах сьогуна Саканоуе но Тамурамаро. 799 року призначається радником камі (губернатора) провінції Омі.
801 року стає кокусі провінції Дева, а згодом отримує старший п'ятий ранг. 803 року призначається молодшим командиром (сьосьо) сакон'ефу (Лівої палацової гвардії). Сходження на трон імператора Хейдзея сприяло кар'єрі Ватамаро. 806 року отримує посаду кокусі провінції Харіма та стає одним з дзідзю (на кшталт камергера). Невдовзі йому надано молодший четвертий ранг, після чого стає першим заступником очільника Центрального міністерства. 807 року призначено генералом Лівої гвардії (у-хьоефу). Того ж року стає заступником очільника Лівої частини столиці. 808 року надано посаду голови Бюро імператорських службовців.
У 809 році з дозволу імператора змінив прізвище на Фун'я (в деяких джерелах значиться як Бун'я). Згодом очолив Управління палацового столу (дайдзенсікі), відтак стає заступником міністра війни. 16 жовтня 810 року заарештований за наказом імператора Саґа як одного з підозрюваних у змові на користь колишнього імператора Хейдзея («Кусуко-но хен» — «подія з Кусуко»). За допомогою Саканоуе но Тамурамаро звільняється. Надалі допомагав останньому приборкати останні залишки заворушень. За це отримав старший четвертий ранг, посади міністра Великої скарбниці, а також адзеті (імператорськогого інспектора) провінції Муцу.
811 року призначено сейї-тайсьоґуном для придушення чергового заворушення емісі. За успіхи надано молодший третій ранг. 812 року займався спорудженням фортеці Токутан на північному сході Хонсю. 812 року очолив Ліву зовнішню гвардію (са-емонфу). 813 року знову призначено сьогуном. Завершив підкорення емісі острова Хонсю.
816 року стає кокусі провінції Бідзен. Невдовзі очолив Праву палацову гвардію (укон'ефу). 817 року призначено міністром війни. 818 року стає середнім державним радником. Помер у 823 році.